# Geetha Narayanan Gopal
Pour les articles homonymes, voir Narayanan.
Dans ce nom malayalam, Geetha est le nom du père, Narayanan est le nom de la mère et Gopal est le nom personnel.
Geetha Narayanan Gopal ou G. N. Gopal est un joueur d'échecs indien né le 29 mars 1989 à Cochin. 
Au 1er mars 2021, il est le 15e joueur indien avec un classement Elo de  2 593 points.

## Biographie et carrière
Gopal remporta le championnat d'Inde junior en 2008 à quinze ans. 
En 2007, Gopal finit premier ex æquo du tournoi d'échecs du lac Sevan. La même année il finit neuvième du championnat d'Asie d'échecs avec 7 points sur 9. De résultat le qualifiait pour la Coupe du monde d'échecs 2007 ) Khanty-Mansiïsk où il fut battu au premier tour par Rustam Qosimjonov (2 à 4 après départages en blitz). Il reçut le titre de grand maître international depuis 2007. 
Geetha Narayanan Gopal a représenté l'Inde lors trois olympiades, marquant à chaque fois plus de la moitié des points (15 points sur 23 sur l'ensemble des trois olympiades). Il participa au championnat d'Asie d'échecs des nations en 2008 et 2012, remportant deux médailles d'argent par équipe et remportant la médaille d'or individuelle au quatrième échiquier en 2008.
En 2010, il finit 1er-9e ex æquo (huitième au départage) du Festival d'échecs de Gibraltar (après avoir fini deuxième ex æquo en 2008), puis il termina deuxième du championnat d'Inde 2010 et remporta la médaille de bronze par équipe au championnat du monde d'échecs par équipes. Il finit 1er-9e à Jakarta en 2013 et 1er-7e à Bad Wiesee (Bavière) en novembre 2016